# راؤول بيرغر
راؤول بيرغر (بالإنجليزية: Raoul Berger)‏ هو كاتب أمريكي، ولد في 4 يناير 1901، وتوفي في 23 سبتمبر 2000 بسبب مرض.